# 木村龍朗
木村 龍朗（きむら たつろう、1984年6月24日 - ）は、広島県広島市安佐南区出身の元サッカー選手。ポジションはFW、MF。

## 来歴
自身が通う幼稚園にサッカークラブがあったことから、そこでサッカーを始め、広島市立祇園小学校6年時にはミッドフィルダーとしてナショナルトレセンに選ばれている。その後、安芸FCジュニアユース、サンフレッチェ広島ユースへと入団する。広島ユース同期は、沖本尚之、寄井憲。木村孝洋・中村重和・森山佳郎から指導を受け、1年生のころからFWにコンバートされレギュラーとなり、3年生ではチームのエースとして活躍し、2002年Jリーグユース選手権大会準優勝に導く。
2003年、トップチームに昇格する。同期入団は、松浦宏治、高木和正、大久保裕樹、河原正治、田中俊也。1年目から数試合ベンチ入りを果たすも出場は叶わず、2年目には途中交代ながら試合出場、3年目にも出場機会は与えられたが、チャンスを活かせなかった。
2006年、小川雅己が率い将来のJリーグ入りを目指す北信越フットボールリーグの金沢へ移籍する。広島で戦力外通告を受け、Jリーグ合同トライアウトに参加するもJリーグチームと契約できなかったところへ、金沢からオファーがあり、出場機会が得られることから契約した 。金沢在籍中の2006年10月から全国地域リーグ決勝大会に出場するKyuリーグの長崎へレンタル移籍。当時はこの大会にむけて短期移籍が可能であった ことに加え、長崎の強化担当であり元広島のスタッフだった小林伸二に誘われての移籍だった。長崎では助っ人として活躍した。その後金沢に戻り池田司信監督のもと主力として活躍した。北信越リーグでは、3年連続でアシスト王のタイトルを獲得した ものの、いずれのチームでも、JFLへの昇格を果たすことはできなかった。
2009年、再びJリーグでプレーすることを目指して金沢を退団し、複数のクラブのテストを受けるも契約に至らず、モチベーションを保てなくなり、金沢から復帰要請もあったが応じず現役を引退した。
その後石川県金沢市に留まり、現在は当地でサッカースクールを開設しジュニア層の指導に当たっている。

## 個人成績
| 国内大会個人成績 | 国内大会個人成績 | 国内大会個人成績 | 国内大会個人成績 | 国内大会個人成績 | 国内大会個人成績 | 国内大会個人成績 | 国内大会個人成績 | 国内大会個人成績 | 国内大会個人成績 | 国内大会個人成績 | 国内大会個人成績 |
| 年度             | クラブ           | 背番号           | リーグ           | リーグ戦         | リーグ戦         | リーグ杯         | リーグ杯         | オープン杯       | オープン杯       | 期間通算         | 期間通算         |
| 年度             | クラブ           | 背番号           | リーグ           | 出場             | 得点             | 出場             | 得点             | 出場             | 得点             | 出場             | 得点             |
| 日本             | 日本             | 日本             | 日本             | リーグ戦         | リーグ戦         | リーグ杯         | リーグ杯         | 天皇杯           | 天皇杯           | 期間通算         | 期間通算         |
| ---------------- | ---------------- | ---------------- | ---------------- | ---------------- | ---------------- | ---------------- | ---------------- | ---------------- | ---------------- | ---------------- | ---------------- |
| 2002             | 広島Y            |                  | -                | -                | -                | -                | -                | 1                | 0                | 1                | 0                |
| 2003             | 広島             | 34               | J2               | 0                | 0                | -                | -                | 0                | 0                | 0                | 0                |
| 2004             | 広島             | 24               | J1               | 4                | 0                | 1                | 0                | 0                | 0                | 5                | 0                |
| 2005             | 広島             | 14               | J1               | 3                | 0                | 1                | 0                | 0                | 0                | 4                | 0                |
| 2006             | 金沢             | 10               | 北信越1部        | 13               | 6                | -                | -                | -                | -                | 13               | 6                |
| 2006             | 長崎             | 21               | 九州             | 0                | 0                | -                | -                | 0                | 0                | 0                | 0                |
| 2007             | 金沢             | 10               | 北信越1部        | 14               | 2                | -                | -                | 3                | 0                | 17               | 2                |
| 2008             | 金沢             | 10               | 北信越1部        | 14               | 11               | -                | -                | 3                | 3                | 17               | 14               |
| 通算             | 日本             | 日本             | J1               | 7                | 0                | 2                | 0                | 0                | 0                | 9                | 0                |
| 通算             | 日本             | 日本             | J2               | 0                | 0                | -                | -                | 0                | 0                | 0                | 0                |
| 通算             | 日本             | 日本             | 北信越1部        | 41               | 19               | -                | -                | 6                | 3                | 47               | 22               |
| 通算             | 日本             | 日本             | 九州             | 0                | 0                | -                | -                | 0                | 0                | 0                | 0                |
| 通算             | 日本             | 日本             | 他               | -                | -                | -                | -                | 1                | 0                | 1                | 0                |
| 総通算           | 総通算           | 総通算           | 総通算           | 48               | 19               | 2                | 0                | 7                | 0                | 57               | 22               |

- 2006年 地域リーグ決勝大会（長崎） 5試合2得点

## 出場歴・タイトル
ユース年代
- 高円宮杯全日本ユース選手権 : 3位(2001年)
- 日本クラブユース選手権(U-18) : 3位(2001年)
- Jユースカップ : 準優勝(2002年)
- 全広島サッカー選手権大会 : 優勝、天皇杯 : 1回戦敗退(2002年)

トップチーム
- Jリーグ初出場：2004年8月14日J1リーグ2nd第1節ジェフユナイテッド市原戦(市原臨海)
  - 63分李漢宰に代わって途中出場